# Artur Gajdoš
Artur Gajdoš (Ilava, 20 gennaio 2004) è un calciatore slovacco, centrocampista dell'AS Trenčín, in prestito dallo Slovan Bratislava, e della nazionale Under-21 slovacca.

## Carriera

### Club
Cresciuto nel settore giovanile dell'AS Trenčín, ha esordito in prima squadra il 1º novembre 2020, nella partita di campionato vinta per 3-1 contro il Ružomberok, diventando così il secondo debuttante più giovane della storia del club. Il 16 ottobre 2022 prolunga fino al 2025 con i biancorossi.

### Nazionale
Ha giocato in tutte le selezioni giovanili nazionali: Under-15, Under-16, Under-18, Under-19 e Under-20.
L'11 maggio 2023, è stato incluso dal selezionatore Albert Rusnák nella lista dei convocati della nazionale Under-20 partecipante al Mondiale di categoria in Argentina.
Nel novembre 2022 il commissario tecnico della nazionale maggiore, Francesco Calzona, lo inserisce nella liste dei sostituti per le due amichevoli contro nazionale maggiore e Cile; il mese successivo viene convocato per uno stage riservato ai migliori giovani talenti di interesse nazionale.

## Statistiche

### Presenze e reti nei club
Statistiche aggiornate al 21 gennaio 2023.
| Stagione        | Squadra         | Campionato      | Campionato | Campionato | Coppe nazionali | Coppe nazionali | Coppe nazionali | Coppe europee | Coppe europee | Coppe europee | Altre coppe | Altre coppe | Altre coppe | Totale | Totale |
| Stagione        | Squadra         | Comp            | Pres       | Reti       | Comp            | Pres            | Reti            | Comp          | Pres          | Reti          | Comp        | Pres        | Reti        | Pres   | Reti   |
| --------------- | --------------- | --------------- | ---------- | ---------- | --------------- | --------------- | --------------- | ------------- | ------------- | ------------- | ----------- | ----------- | ----------- | ------ | ------ |
| 2020-2021       | AS Trenčín      | SL              | 8          | 0          | CS              | 0               | 0               | -             | -             | -             | -           | -           | -           | 8      | 0      |
| 2021-2022       | AS Trenčín      | SL              | 6          | 0          | CS              | 4               | 0               | -             | -             | -             | -           | -           | -           | 10     | 0      |
| 2022-2023       | AS Trenčín      | SL              | 17         | 2          | CS              | 3               | 1               | -             | -             | -             | -           | -           | -           | 20     | 3      |
| Totale carriera | Totale carriera | Totale carriera | 31         | 2          |                 | 7               | 1               |               | -             | -             |             | -           | -           | 38     | 3      |